# Melanophthalma manipurensis
Melanophthalma manipurensis es una especie de coleóptero de la familia Latridiidae.

## Distribución geográfica
Habita en Manipur (India).